# Treff Glocke

Treff Glocke

Die Treff Glocke von 1953 gehört zu den sogenannten Nussautomaten und ist ein Verkaufsautomat mit dem ursprünglichen Zweck, ungesalzene Erdnüsse zu verkaufen. Das von der Firma Treff hergestellte Gerät stand vornehmlich in Gaststätten. Als Vorläufer solcher Verkaufsautomaten wurde bereits 1925 von der Firma Gebr. Paetz in Magdeburg ein Haselnuss-Automat entwickelt.
Die Besonderheit der Treff Glocke ist ihr charakteristisches Nachkriegsdesign der fünfziger Jahre, wobei als Stilelement statt eines schlichten Deckels eine Heckflosse verwendet wurde. Diese beinhaltet sowohl den Münzeinwurf als auch den Münzprüfer. In der Mitte des Glasaufsatzes befindet sich eine Schiene, durch die das Geld in die Kasse im Fuß des Gerätes gleitet. Die Nüsse erhält man durch eine Klappe an der Vorderseite nach dem Münzeinwurf, wenn man den Hebel an der rechten Seite des Fußes herunterdrückt. Alle Nussautomaten wurden mit 10 Pfennig bedient.
Inzwischen sind Nussglocken ganz vom Markt verschwunden und zu beliebten Sammlerobjekten avanciert. Das liegt zum einen daran, dass die Nüsse in den Glocken mit der Zeit bei mangelndem Abverkauf ranzig werden, zum anderen daran, dass eine Umstellung auf den Euro nicht möglich ist.